# 神游机
神游机（iQue Player），是由神游科技开发的家用电视游戏机。 神游机运行的游戏软件为日本公司任天堂开发的任天堂64游戏的简体中文版。
2003年9月25日，在日本京都举行的“神游-任天堂全球新闻发布会”上，新上任的任天堂社长岩田聪宣布将与神游科技合作在中国大陆发售一款家用游戏机。由于当时中国大陆自2000年6月以来受电子游戏机禁令影响（至2014年解除），因此以「三维互动系统」名义公布。2003年11月17日，神游机在上海上市。2016年10月31日，神游宣布神游机的相关配套服务会在2016年12月底结束运营。
神游机是到目前为止，神游科技所引进的任天堂游戏机当中唯一一款家用游戏机。

## 硬件规格
神游机的硬件总体规格与任天堂64相同，并加入了一定的技术创新，比如：神游机将主机与手柄一体化、采用专用卡带“神游卡”储存游戏、提供网络下载作为购买游戏渠道之一、提供硬件系统升级服务等。
- 处理器：R-4300 64BIT CPU (93.75 MHz)
- 内存：RAMBUS内存，共4MB
- 显示：每秒10万多边形以上，同显209万色
- 音源：ADPCM 64路

### 配件
共游盒
共游盒是神游科技为神游机实现线下多人联机游戏而推出的相关配件。由于任天堂64在多人游戏时只需将手柄插入主机上即可，但是由于神游机采用了手柄与主机的一体化设计，故其无法与神游机连接进行多人游戏。共游盒可以将神游机插入连接并增购共游机实现多人游戏。

## 游戏
| 神游机版本名         | 原版中文名           | 日文版名 | 英文版名                                    | 产品网页               |
| -------------------- | -------------------- | -------- | ------------------------------------------- | ---------------------- |
| 水上摩托             | 水上摩托             |          | Wave Race 64                                | （页面存档备份，存于） |
| 星际火狐             | 星際火狐64           |          | Star Fox 64                                 | （页面存档备份，存于） |
| 马力欧医生           | 瑪利歐醫生64         |          | Dr. Mario 64                                | （页面存档备份，存于） |
| 神游马力欧           | 超級瑪利歐64         |          | Super Mario 64                              | （页面存档备份，存于） |
| 塞尔达传说-时光之笛  | 薩爾達傳說 時之笛    |          | The Legend of Zelda： Ocarina of Time       | （页面存档备份，存于） |
| 马力欧卡丁车         | 瑪利歐賽車64         |          | Mario Kart 64                               | （页面存档备份，存于） |
| F-Zero X 未來賽車    | F-Zero X 未來賽車    |          | F-Zero X                                    | （页面存档备份，存于） |
| 耀西故事             | 耀西故事             |          | Yoshi's Story                               | （页面存档备份，存于） |
| 纸片马力欧           | 紙片瑪利歐           |          | Paper Mario                                 | （页面存档备份，存于） |
| 罪與罰-地球的繼承者- | 罪與罰-地球的繼承者- |          | Sin and Punishment： Successor of the Earth | （页面存档备份，存于） |
| 越野摩托             | 越野摩托64           |          | Excitebike 64                               | （页面存档备份，存于） |
| 任天堂明星大亂鬥     | 任天堂明星大亂鬥     |          | Super Smash Bros.                           | （页面存档备份，存于） |
| 组合机器人           | 組合機器人           |          | Custom Robo                                 | （页面存档备份，存于） |
| 动物森林             | 動物森友會           |          | Animal Forest (Animal Crossing)             | （页面存档备份，存于） |